# Doldina interjungens
Doldina interjungens är en insektsart som beskrevs av Ernst Evald Bergroth 1913. Doldina interjungens ingår i släktet Doldina och familjen rovskinnbaggar. Inga underarter finns listade i Catalogue of Life.